# Projet Zveno
Le Projet Zveno était un concept de bombardier lourd soviétique des années 1930 transportant pour sa défense plusieurs chasseurs parasites. Le concept final fut le transport de trois chasseurs parasites porteurs de bombes, ceux-ci étant seuls à effectuer les missions de bombardement. 
Les essais débutèrent le 31 décembre 1931 avec un bimoteur Tupolev TB-1 transportant pour sa défense deux chasseurs Tupolev I-4 modifiés. L'autonomie du TB-1 étant insuffisante on passa de 1933 à 1935 à des essais avec des  bombardiers Tupolev TB-3 portant chacun trois Polikarpov I-5 modifiés. Selon la variante, les chasseurs décollaient avec le vaisseau-mère, soit s'amarraient d'eux-mêmes en vol. 
Après un long temps d'arrêt, les essais définitifs du concept aboutirent au printemps 1941 avec le Zveno-SPB, utilisant des TB-3 portant chacun deux Polikarpov I-16 armés de deux bombes de 250 kg, et équipés d'un réservoir additionnel sous le fuselage. Les missions de bombardement n'étaient plus là effectuées par l'avion porteur mais par les chasseurs. 
Huit Zveno-SPB étaient disponibles en juin 1941, tous basés en Crimée. Deux d'entre eux effectuèrent leur première mission de combat le 26 juillet 1941, en bombardant un dépôt pétrolier à Constanta. Puis l'escadron  mena une attaque contre un pont sur le Dniepr, puis contre le Pont Roi-Charles-I sur le Danube, qui supportait l'oléoduc Ploieşti-Constanța. Les chasseurs se sont déconnectés à 40 km de la cible et sont retournés à l'aérodrome d'origine par leurs propres moyens.
Au total les Zveno-SPB effectuèrent 29 raids et larguèrent 116 bombes. Leur dernière mission fut effectuée le 22 octobre 1941, puis les TB-3 et I-16 étant devenus obsolètes ils furent retirés du service.

## Dévelopment
Le Zveno-3 dans lequel TB-3 transportait deux chasseurs Grigorovich I-Z sous les ailes présentait un défi différent - l'I-Z était un monoplan à train d'atterrissage fixe qui touchait le sol alors qu'il était suspendu sous le vaisseau mère. Pour s'adapter au sol inégal lors des décollages, les chasseurs étaient attachés via un cadre flottant qui permettait un mouvement vertical par rapport au TB-3. Cependant, immédiatement après le décollage, les pilotes I-Z ont dû pousser vers l'avant sur les manettes de commande pour verrouiller le châssis en position inférieure fixe - si le chasseur-bombardier n'était pas rigide en vol, le bombardier devenait extrêmement difficile à contrôler. Au cours de l'un des vols d'essai, le pilote IZ Korotkov a mal chronométré la manœuvre de verrouillage et la portance générée par son chasseur a cassé le cadre d'amarrage et l'a écrasé au bas de l'aile du vaisseau-mère. Alors que le bombardier arrivait pour un atterrissage d'urgence avec les deux chasseurs toujours attachés, la vitesse d'atterrissage lente du TB-3 a entraîné une perte de portance pour le IZ qui est tombé, tuant Korotkov. Il s'agissait de l'accident le plus grave de tout le programme Zveno malgré la complexité inhérente au transport de jusqu'à cinq avions, aux lancements et aux amarrages en vol, et aux dommages causés aux vaisseaux-mères par les hélices et le train d'atterrissage des chasseurs. 

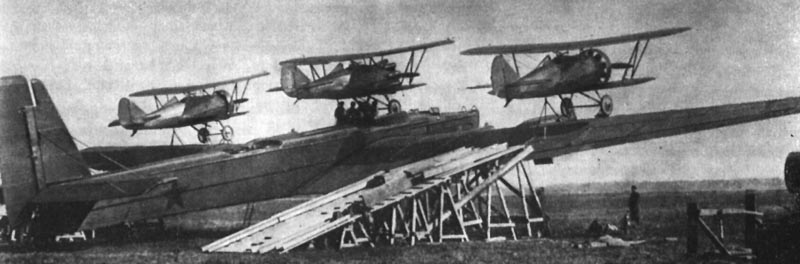
Zveno-2

Des tests avec diverses combinaisons d'avions ont déterminé que les configurations montées sur le dessus présentaient le plus de difficultés d'amarrage en raison du flux d'air turbulent sortant des ailes du vaisseau-mère. Le problème de la fixation sûre sous les ailes a été résolu avec l'introduction du chasseur Polikarpov I-16 avec train d'atterrissage rétractable, permettant l'utilisation des mêmes cadres de montage rigides que pour l'avion monté sur le Polikarpov I-16, chacun armé de deux bombes de 250 kg, a été utilisé de manière opérationnelle comme système d'arme stratégique avec de bons résultats contre des cibles en Roumanie pendant les premières étapes de la Guerre germano-soviétique. Le même escadron a ensuite mené une attaque contre un pont sur le fleuve Dniepr qui avait été capturé par les forces allemandes.

## liens  connexes
- Front de l'Est (Seconde Guerre mondiale)
- Bombardements en Roumanie pendant la Seconde Guerre mondiale
- Oléoduc Pan-européen